# The Sting!
The Sting! (также известная как Der Clou! 2, в России издавалась под названием Ва-банк!) — компьютерная игра для платформы ПК (Windows), разработанная NEO Software Produktions и изданная JoWooD Productions. На территории России была локализована Snowball Studios и издана совместно с 1С.
The Sting! игра в жанре симулятора ограблений, состоящий из смешения жанров стратегии, приключений и головоломки. Игрок выступает в роли профессионального вора Макса Такера.

## Сюжет
Во время очередного ограбления Макс Такер попадается копам. После тюрьмы его встречает старый друг Морган и предлагает «начать всё заново»: снимает Максу комнату в мотеле и даёт ключи от машины. Макс строит свою «карьеру» заново, начиная с ограбления простой автозаправки и достигая своей высшей цели — ограбление концерна «Свет Инкорпорейтед».

## Игровой процесс
Игровой процесс разбит на две основные фазы. В первой Такер гуляет по городу, вербует сообщников, покупает инструменты и автомобили и сбывает краденные вещи.
Во второй фазе, Макс Такер на своём рабочем столе планирует ограбления: выбирает место, сообщников, инструменты взлома для них, пути перемещения и транспорт для ухода от полиции, а когда план готов, претворяет его в действие.

## Оценки прессы
| Сводный рейтинг       | Сводный рейтинг |
| Агрегатор             | Оценка          |
| --------------------- | --------------- |
| GameRankings          | 62,17 %         |
| Metacritic            | 73/100          |
| Иноязычные издания    |                 |
| Издание               | Оценка          |
| GameSpot              | 7,0/10          |
| IGN                   | 7,5/10          |
| Русскоязычные издания |                 |
| Издание               | Оценка          |
| Absolute Games        | 50 %            |
| «Домашний ПК»         | 76 / 100        |

Российский сайт Absolute Games поставил игре 50 %. Автор критиковал графику и техническое исполнение.
С графикой на уровне пятилетней давности, прожорливостью кашалота и неустранёнными глюками, Sting в состоянии заинтриговать разве что способных на всепрощение фанатов.